# Pedro López Muñoz
Pedro López Muñoz (Torrente, Valencia, 1 de noviembre de 1983) es un exfutbolista español que jugaba de defensa.

## Trayectoria
Nacido en Torrente, Comunidad Valenciana, fue un producto de la cantera del Valencia C. F. Hizo dos pretemporadas con el primer equipo, una a las órdenes de Quique Sánchez Flores y otra a las órdenes de Claudio Ranieri, aunque hizo su debut con el primer equipo en la Copa Intertoto, en el Estadio de Mestalla frente al Roda neerlandés. 
Durante la temporada 2004-05 fue cedido al Racing de Santander, club con el que debutó oficialmente en Primera División con 19 años. Al finalizar dicha temporada acabó con 21 partidos y volvió al Valencia C. F. para ser traspasado al Real Valladolid.
Con el equipo pucelano jugó 36 partidos en su primera campaña en la división de plata. Dos años más tarde el club ascendería a Primera. Anotó su primer gol en la máxima categoría tras un tiro que sorprendió a Iker Casillas en el empate 1-1 en casa contra el Real Madrid el 23 de septiembre de 2007.
El 14 de diciembre de 2008, establecido como primera opción de lateral derecho, anotó de su medio campo en la victoria por 3-0 sobre el R. C. Deportivo de La Coruña. Llegó a jugar más de 100 partidos en primera división con el conjunto blanquivioleta.
En la temporada 2009-10 sufrió el descenso a Segunda División en el Camp Nou tras caer 4-0 frente al Fútbol Club Barcelona.
Tras una temporada en Segunda con el Valladolid, en verano de 2011 fichó por el Levante Unión Deportiva, regresando así a la máxima categoría y clasificándose por primera vez para jugar la fase de grupos de la Liga Europa, quedando sexto clasificado en la liga española y jugando 20 partidos de liga.
Años después se convirtió en capitán del equipo, donde permaneció durante 8 temporadas y llegó a convertirse en el jugador con más partidos en Primera división del club granota.
El 16 de julio de 2019 se confirmó su fichaje por la Sociedad Deportiva Huesca. Abandonó el club al finalizar la temporada 2020-21 y en septiembre anunció su retirada.

## Clubes
| Club                  | País   | Año       |
| --------------------- | ------ | --------- |
| Valencia C. F. "B"    | España | 2002-2004 |
| Racing de Santander   | España | 2004-2005 |
| Real Valladolid C. F. | España | 2005-2011 |
| Levante U. D.         | España | 2011-2019 |
| S. D. Huesca          | España | 2019-2021 |